# Reue
Reue ou Reo est un nom apparaissant sur les dédicaces latines dédiées à une divinité lusitanienne-gallaecienne, généralement avec une épithète relative à un lieu, tel que Reo Paramaeco découvert à Lugo en Galice. Le nom Reo est la version déclinée au datif (latin), pour un nom latinisé en Reus.

### Pages connexes
- Religion celtique